# Eucario Rodione
Eucario Rodione, o anche Eucharius Rösslin o Roslin o Rößlin (1470 circa – Francoforte sul Meno, 1526), è stato un medico tedesco, autore nel 1513 di un testo di ginecologia intitolato Der Rosengarten (Il Giardino delle rose) che divenne un testo di riferimento per le levatrici e le ostetriche.

De partu hominis

Farmacista a Friburgo in Brisgovia, divenne nel 1506 medico a Francoforte. Fu poi medico a Worms al servizio di Caterina di Pomerania-Wolgast, moglie di Enrico IV, duca di Brunswick-Lüneburg. Osservando il lavoro delle levatrici della città, notò come alcuni aspetti di trascuratezza e imprecisione nelle loro abitudini determinassero un maggiore tasso di mortalità infantile. Decise pertanto di scrivere un libro che riportasse il compendio delle migliori conoscenze disponibili. Il testo, pubblicato a Strasburgo, fu scritto in tedesco, tuttavia, nel giro di pochi anni venne tradotto in tutte le principali lingue europee,.
Il libro era arricchito da incisioni di Martin Caldenbach, un allievo di Albrecht Dürer che, tra l'altro, raffiguravano per la prima volta la sedia da parto e la posizione del feto nell'utero.
Oltre ad elementi frutto delle sue osservazioni, riprese nozioni di autori dell'antichità come Muscio e Sorano. Nel prologo, in versi, minaccia le levatrici che dovranno rendere conto a Dio della loro superficialità.
Rientrato a Francoforte nel 1517, vi rimase fino alla morte.
Suo figlio, Eucario Rodione il Giovane, succeduto al padre come medico della città, pubblicò una traduzione in latino del testo del padre, De partu Hominis, nel 1532.